# Tríada rutena
La Trinidad rutena (en ruteno: Руська троица; en ucraniano: Руська трійця, romanizado: Ruska triitsia) fue un grupo literario de Galitzia liderado por Markiian Shashkevych, Yakiv Holovatskyi, e Ivan Vahylevych, que inició un renacimiento nacional y cultural en las tierras ucranianas occidentales a finales de la década de 1820 (1833-1837). Fueron representantes del nacionalismo romántico en Ucrania. y desempeñó un papel crucial en el desarrollo del nacionalismo ucraniano. Los tres se conocieron por primera vez como estudiantes en el Seminario Teológico Greco-Católico de Lviv.

## Panorama general
El grupo se formó durante el periodo romántico. Se centraba en el folclore y la historia. También buscaba la unidad paneslava. Los miembros utilizaban seudónimos eslavos antiguos los cuales eran los siguientes: Shashkevych se llamaba Ruslan, Vahylevych era Dalybor, Holovatsky era Yaroslav.
El grupo atrajo a jóvenes simpatizantes. Querían ayudar a su comunidad. Algunos miembros se unieron a grupos revolucionarios polacos. Otros coleccionaban cuentos populares y estudiaban la historia de Ucrania. También tradujeron obras eslavas y escribieron las suyas propias.
El grupo creía en una identidad ucraniana unificada. Decían que los rutenos de Galitzia, Bukovyna y Transcarpacia eran un solo pueblo. Tenían su propia lengua y cultura. El grupo se inspiraba en los ucranianos bajo dominio ruso. Admiraban las obras de Ivan Kotliarevskyi y otros.
La Tríada intentó publicar sus obras. Sus dos primeras colecciones no se publicaron. Fueron Syn Rusi en 1833 y Zoria en 1834. Su tercera colección, Rusalka Dnistrovaia ("Sirena del Dniéster"), se publicó en 1836 en Budapest. La mayoría de los ejemplares se retiraron poco después.
En 1834, la Tríada rutena intentó publicar una colección folclórica y literaria, Zora, en la que se iban a publicar canciones populares, obras de miembros del grupo y materiales que condenaban la opresión extranjera y glorificaban la heroica lucha de los ucranianos por su liberación. Sin embargo, la censura prohibió su publicación, y los compiladores de la colección fueron estrechamente vigilados por la policía.
Un mérito importante de la Tríada rutena fue la publicación del almanaque Rusalka Dnistrovaia (Budyn, actual Budapest, 1837, que, en lugar de Iazychie, introdujo una lengua vernácula viva en Galitzia, iniciando allí una nueva literatura ucraniana). La idea de reciprocidad eslava impregnada por la Sirena del Dniéster está relacionada con el poema de Kollar Slavy dcera (1824), que inspiró en gran medida las actividades de la Tríada rutena. También lo había hecho el eslavista checo Jan Kovbek.
Rusalka Dnistrovaia fue prohibida por el gobierno austriaco. Sólo se vendieron 200 de los 1.000 ejemplares, que se regalaron a amigos y se guardaron para ellos, el resto fue confiscado.
El grupo de la Tríada rutena cesó sus actividades en 1843 tras la muerte de Shashkevych.
La colección era importante. Utilizaba la lengua ucraniana hablada. Esto era nuevo para la literatura en Austria-Hungría. La obra de la Tríada tenía similitudes con los sonetos de Jan Kollár. La colección de Kollár fue Slávy dcera.
La tríada rutena es importante en la literatura ucraniana. Ayudaron a desarrollar una identidad nacional ucraniana. También promovieron el uso de la lengua ucraniana en la literatura.

## Honrar la memoria
- El 1 de enero de 2012 se inauguró en Ivano-Frankivsk el primer monumento del mundo a la Trinidad de Rutenia (escultor Volodymyr Dovbeniuk).[9]
- El 30 de julio de 2015, en la misma plaza de Ivano-Frankivsk, donde se encuentra este monumento, fue rebautizada como Plaza de la Trinidad de Rutenia.
- En la misma ciudad de Ivano-Frankivsk se encuentran también las calles Markiian Shashkevych e Ivan Vahylevych.